# Antonina Borissova
Pour les articles homonymes, voir Borissova.
Antonina Gueorguievna Borissova (1903-1970) est une botaniste russe soviétique, spécialiste de la flore des déserts et semi-déserts d'Asie centrale.
Parmi les 409 sortes de plantes qu'elle a décrites selon l'IPNI, l'on peut citer :
- Astragalus inopinatus Boriss. (Fabaceae)
- Clementsia semenovii (Regel & Herder) Boriss. (=Rhodiola semenovii (Regel & Herder) Boriss.
- Rhodiola arctica Boriss. (syn. de Rhodiola rosea (L.) (plante des steppes russes). (Crassulaceae)
- Rhodiola coccinea (Royle) Boriss.
- Rhodiola rosea L. subsp. arctica (Boriss.) Á.Löve & D.Löve

## Hommages
Ont été nommées en son honneur les plantes suivantes :
- Sedum borissovae Balk.
- Sempervivum borissovae

## Quelques publications
- Толстянковые Флоры СССР
- Crassulaceae — Толстянковые //in Сорные растения СССР., Moscou, 1969. — Т. 3.- p. 113–117.
- Конспект системы семейства Crassulaceae CD флоры СССР (добавления и изменения) // Новости систематики высших растений, Moscou, 1969 (1970).- Т.6. — p. 112–121.
- К 90-летию со дня рождения Бориса Алексеевича Федченко (27 XII 1872 — 29 IX 1947) [Pour le quatre-vingt-dixième anniversaire de Boris Alexeïevitch Fedtchenko//Бот. журнал. 1962, Т.47, № 6. Moscou-Léningrad. Изд-во АН СССР, — p. 897–907 (en collaboration avec O.E. Knorring et V.L. Nekrassova)